# Dunărea Veche – Brațul Măcin
Dunărea Veche – Brațul Măcin este o zonă protejată (arie de protecție specială avifaunistică - SPA) situată în sud-estul României, pe teritoriile județelor Brăila, Constanța și Tulcea.

## Localizare
Aria naturală ocupă teritoriul estic al județului Brăila (comunele Frecăței și Mărașu) cel vestic al județului Tulcea (comunele Carcaliu, Cerna, Dăeni,  Greci, Ostrov și orașul Măcin) și cel nord-vestic al județului Constanța (comunele Ciobanu, Gârliciu, Saraiu și  orașul Hârșova), în apropierea drumului național DN22A care leagă municipiul Tulcea de Hârșova.

## Descriere
Zona a fost declarată Arie de Protecție Specială Avifaunistică prin Hotărârea  de Guvern nr. 1284 din 24 octombrie 2007 (privind declararea ariilor de protecție specială avifaunistică ca parte integrantă a rețelei ecologice europene Natura 2000 în România).
Situl Dunărea Veche – Brațul Măcin începând din februarie 2013 este protejat prin Convenția Ramsar ca zonă umedă de importanță internațională și se întinde pe o suprafață de 18.759 hectare.
Aria protejată (încadrată în bioregiune geografică stepică) reprezintă o zonă naturală (râuri, lacuri, mlaștini, turbării, stepe, pajiști naturale, terenuri arabile cultivate, păduri de foioase) ce asigură condiții de hrană, cuibărit și viețuire pentru mai multe specii de păsări migratoare, de pasaj sau sedentare.

## Avifaună
În arealul sitului este semnalată prezența mai multor păsări enumerate în anexa I-a a Directivei Consiliului European 2009/147/CE din 30 noiembrie 2009, privind conservarea păsărilor sălbatice.

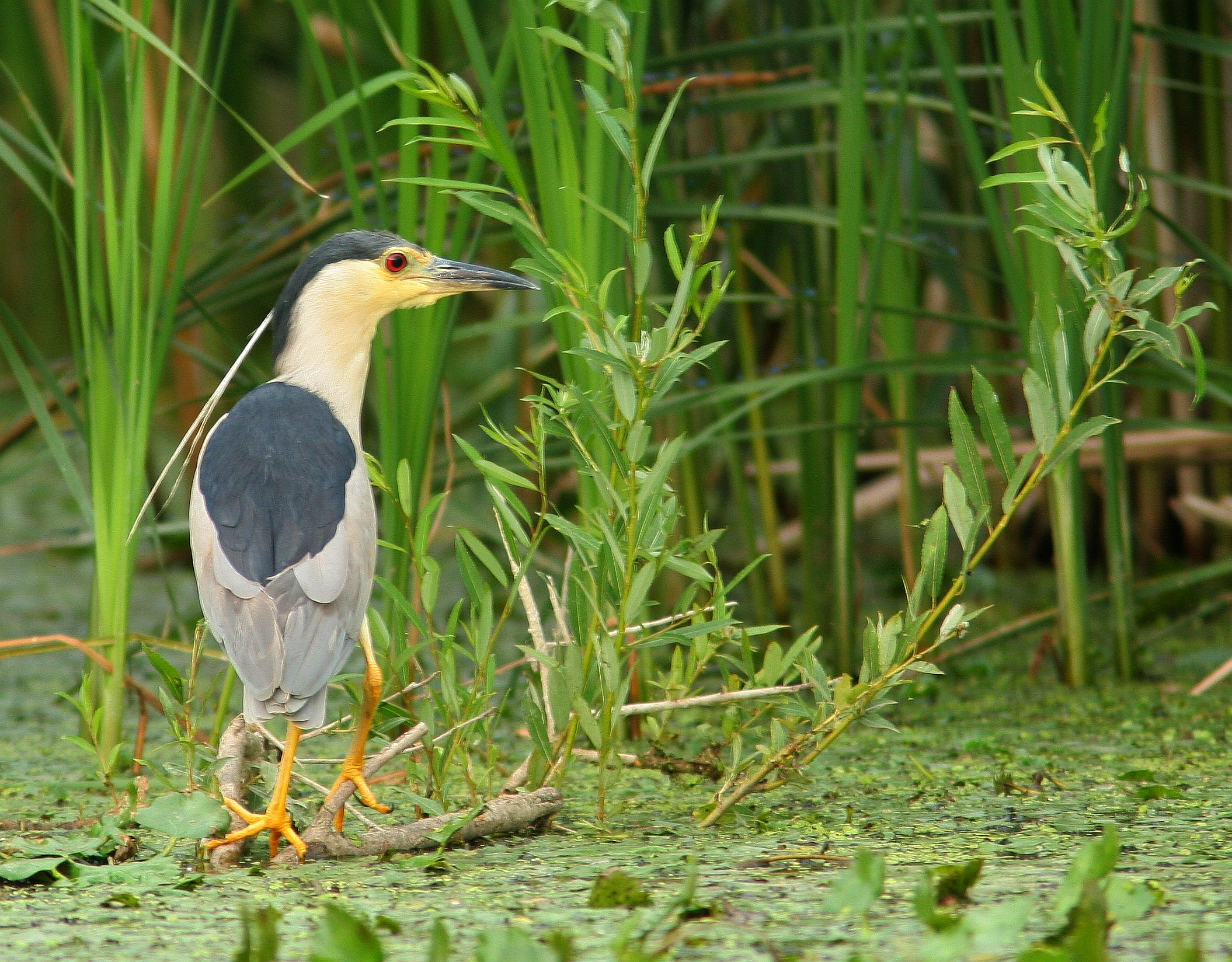
Stârc de noapte (Nycticorax nycticorax)

Specii de păsări protejate: pescăruș albastru (Alcedo atthis), uliu cu picioare scurte (Accipiter brevipes), uliu-păsărar (Accipiter nisus), privighetoare-de-baltă (Acrocephalus melanopogon), fâsă-de-câmp (Anthus campestris), acvilă-țipătoare-mică (Aquila pomarina), stârc roșu (Ardea purpurea), rața roșie (Aythya nyroca), buhai de baltă (Botaurus stellaris), gâsca cu piept roșu (Branta ruficollis), chirighiță-cu-obraz-alb (Chlidonias hybridus), barză neagră (Ciconia nigra), barză albă (Ciconia ciconia), erete de stuf (Circus aeruginosus), erete cenușiu (Circus pygargus), prundăraș de sărătură (Charadrius alexandrinus), porumbel de scorbură (Columba oenas),  dumbrăveancă (Coracias garrulus), ciocănitoarea de grădină (Dendrocopos syriacus), ciocănitoare neagră (Dryocopus martius), egretă mică (Egretta garzetta), presură de grădină (Emberiza hortulana), vânturel de seară (Falco vespertinus), muscar-gulerat (Ficedula albicollis), muscar mic (Ficedula parva), codalb (Haliaeetus albicilla), piciorong (Himantopus himantopus), acvilă pitică (Hieraaetus pennatus), stârc pitic (Ixobrychus minutus), pescăruș cu cap negru (Larus melanocephalus), sfrâncioc roșiatic (Lanius collurio), sfrânciocul cu frunte neagră (Lanius minor), ciocârlie-de-pădure (Lullula arborea), ciocârlie de bărăgan (Melanocorypha calandra), gaia neagră (Milvus migrans), stârc de noapte (Nycticorax nycticorax), vultur pescar (Pandion haliaetus), pelicanul comun (Pelecanus onocrotalus), viespar (Pernis apivorus), cormoran mic (Phalacrocorax pygmeus), bătăuș (Philomachus pugnax), ciocănitoarea verzuie (Picus canus), lopătar (Platalea leucorodia), țigănuș (Plegadis falcinellus), cresteț cenușiu (Porzana parva), ciocântors (Recurvirostra avosetta), lăstun de mal (Riparia riparia), chiră mică (Sterna albifrons), chiră de baltă (Sterna hirundo), fluierar de mlaștină (Tringa glareola) sau pietrar negru (Oenanthe pleschanka).

## Căi de acces

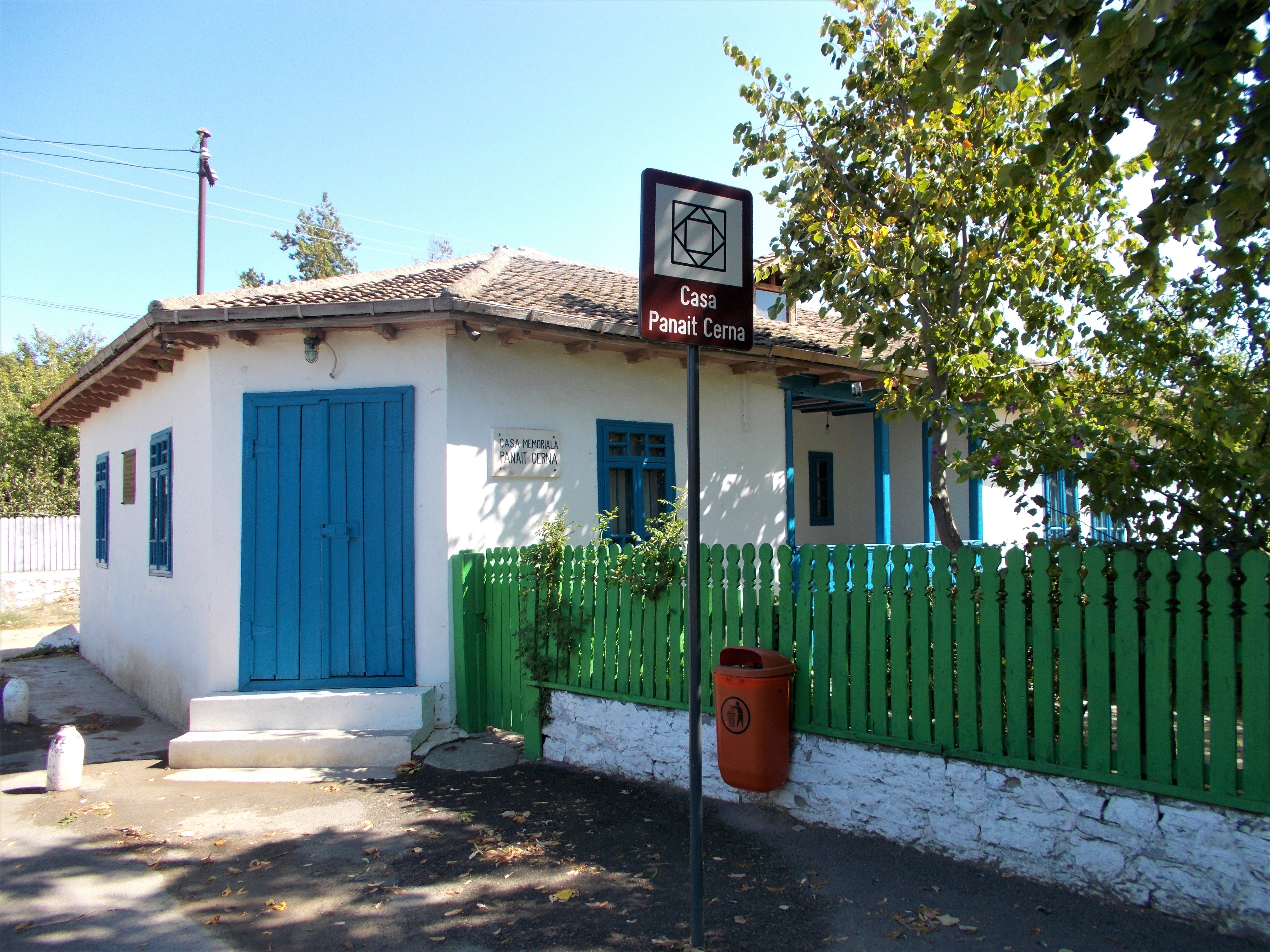
Casa Memorială „Panait Cerna”

- Drumul național DN2A pe ruta: Constanța - Mihail Kogălniceanu - Nicolae Bălcescu - Crucea, Constanța - Hârșova.

## Monumente și atracții turistice
În vecinătatea sitului se află câteva obiective de interes istoric, cultural și turistic; astfel:
- Biserica "Sf. Nicolae" din satul Gârliciu, construcție 1865 - 1902, monument istoric.
- Geamia Mestan Aga din Măcin, construcție 1860, monument istoric.
- Casa Panait Cerna din Cerna, construcție secolul al XIX-lea, monument istoric.
- Situl arheologic de la Stejaru (sec. XIV - XI a. Chr., Epoca bronzului târziu, Cultura Noua).
- Situl arheologic de la Hârșova (sec. XV - XIX, sec. IV - VI p. Chr., Epoca romano- bizantină, sec. II - III p. Chr., Epoca romană).